# Rhodussa pamina
Rhodussa pamina är en fjärilsart som beskrevs av Richard Haensch 1905. Rhodussa pamina ingår i släktet Rhodussa och familjen praktfjärilar. Inga underarter finns listade.